# Skånsk äppelkaka

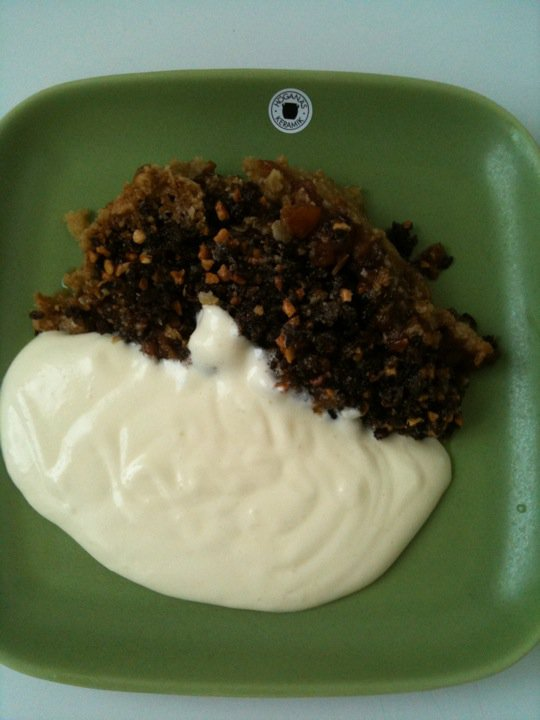
Skånsk äppelkaka med vaniljsås.

Skånsk äppelkaka är en traditionell och mäktig efterrätt av skånskt ursprung. Efterrätten serveras bland annat i samband med Mårtensgåsfirandet den 11 november.
Skånsk äppelkaka är en sorts smulpaj och den finns flera varianter: rivna, skivade alternativt klyftade äpplen, äppelmos, eller blandningar av de båda. Varianter med (endast) äppelmos är troligtvis inte traditionella, utan moderna (förenklade) recept. På äppellagret läggs ett lager smulat bröd och ovanpå detta smör och socker. Till äppelkakan serveras vaniljsås eller vispgrädde.
Traditionella skånska äppelkakor bakas med smulat mörkt rågbröd till exempel kavring, men den vanliga moderna tappningen använder smulat ljust bröd eller ströbröd.
I Cajsa Wargs kokbok Hjelpreda I hushållningen för unga Fruentimber från 1755 återfinns ett recept på äppelkaka som påminner om skånsk äppelkaka.
Den traditionella "gåsamenyn" med svartsoppa, gås och skånsk äppelkaka skapades av krögaren på Piperska muren i Stockholm under 1850-talet.
Dansk äppelkaka (æblekage) är lik den skånska men bakas inte och serveras kall, toppad med vispad grädde ovanpå brödsmulorna.